# Саксюм
Саксюм (нід. Saaksum, нід. вимова: [ˈsaːk.sʏm]) — село в нідерландській провінції Гронінген. Входить до муніципалітету Вестерквартір. Його населення станом на 2021 рік складало 90 осіб.

## Галерея

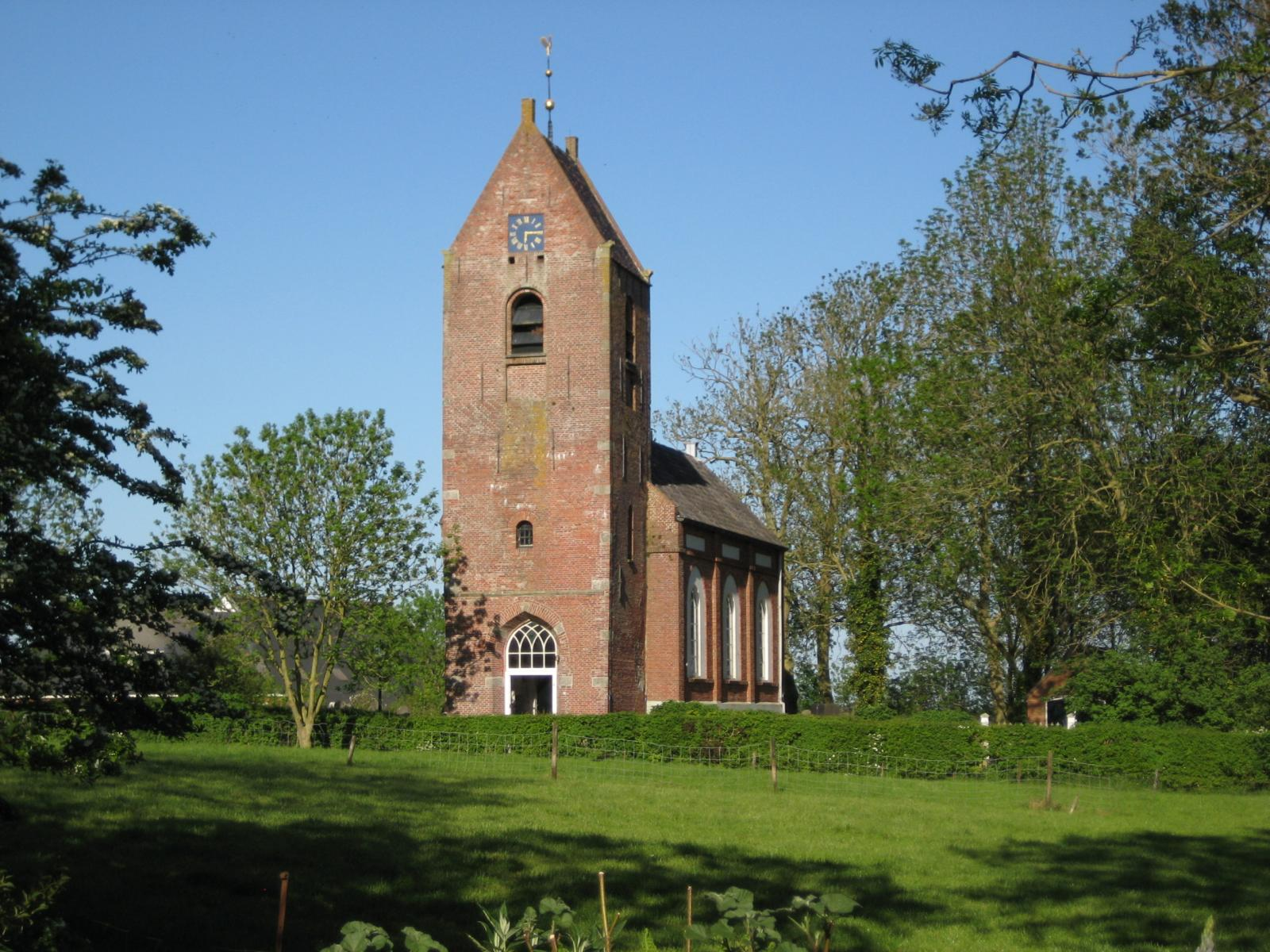
Сільська церква
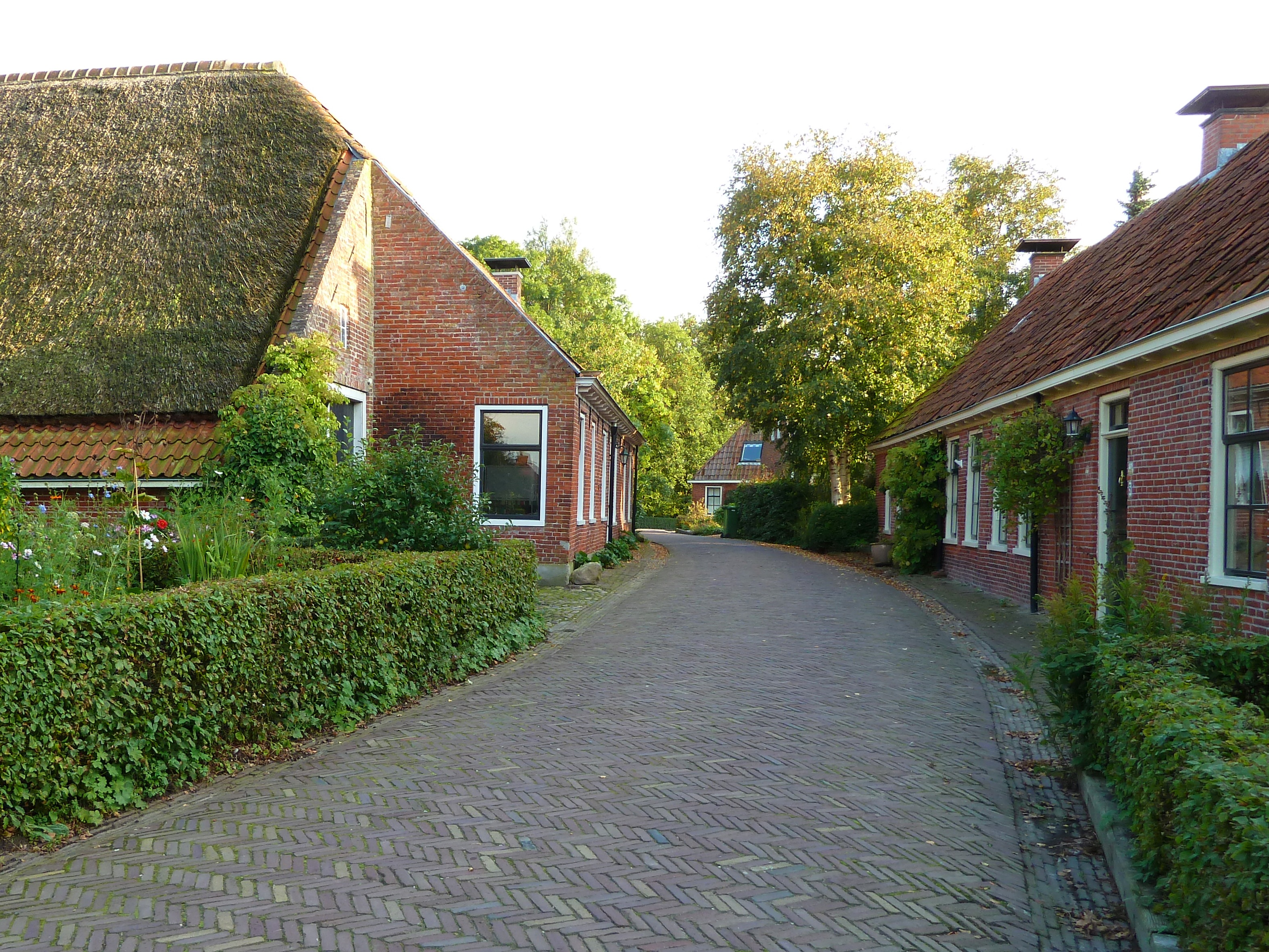
Будинки в Саксюмі
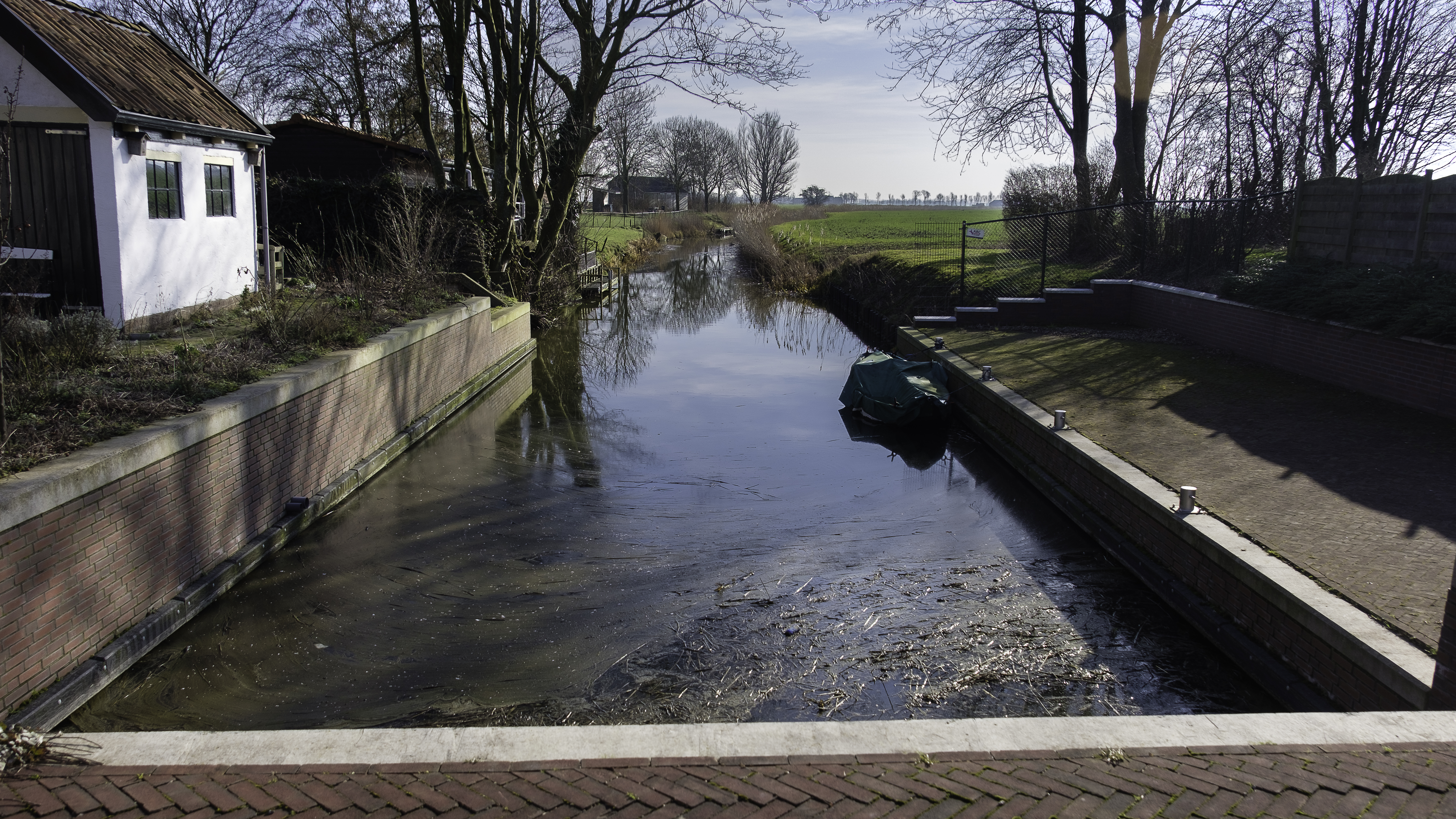
Канал у селі